# Римшайте, Вилма
Вилма Римшайте (лит. Vilma Rimšaitė, род. 24 февраля 1983, Шяуляй, Литва) — литовская велогонщица в дисциплине BMX, призёр чемпионатов мира и Европы, чемпион Универсиады.

## Карьера
Рост — 169 см.
Вес — 74 кг.
Единственный представитель Литвы на Олимпийских играх 2012 в Лондоне в дисциплине BMX. Заняла 13 место в классе «cruiser»[уточнить].